# Javier Chércoles Blázquez
Javier Chércoles Blázquez (geboren 1964 in Caracas (Venezuela)) ist Direktor im Modesektor, Universitätsprofessor und Krisenberater bei humanitären Katastrophen.

## Biografie
Er hat einen Abschluss in Rechtswissenschaften von der Universidad Nacional de Educación a Distancia (UNED) und in Wirtschaftswissenschaften von der Universidad Complutense.
Zwischen 2000 und 2010 arbeitete er für Inditex, ein multinationales Unternehmen mit Sitz in Galicien. Chércoles war verantwortlich für die Erstellung des Internen Ethikkodex von Zara, eines Dokuments, das den Betrieb von Fabriken regelt, die für Inditex arbeiten.
Er arbeitete auch für PricewaterhouseCoopers (PwC).

### Bangladesh
Chércoles ging 2008 nach Bangladesch, um persönlich die Situation einer Fabrik in Dhaka zu überprüfen, wo es zu verbalen und körperlichen Misshandlungen sowie Gehaltskürzungen kam. Er räumte ein, dass sich die Fabrik in einem „sehr schlechten“ Zustand befinde, sagte aber, es gebe keine Beweise dafür, dass sie für Inditex fertigten. Später entdeckte er, dass es eine Verbindung mit einer anderen Fabrik gab, die Kleidung für Zara herstellte. Die Werkstätten lagen nahe beieinander, und Chércoles gab zu, dass es möglich war, einen Teil der Produktion ohne die Erlaubnis oder das Wissen von Inditex von einem zum anderen zu übertragen. Ein paar Jahre zuvor hatte er entdeckt, dass die Opfer der Bopal-Katastrophe noch nicht entschädigt worden waren, weil, wie er Kofi Annan sagte, „es keine Möglichkeit gibt, sie zu berechnen, noch irgendeine politische Absicht (sie zu bezahlen)“.
Als CSR-Direktor beschloss er, Arbeitskontrollen in der Produktionskette zu vertiefen, Kontrollmaßnahmen, mit denen das Management von Inditex nicht einverstanden war. 2010 verließ er die Position mit 1,57 Millionen Euro.
Im April 2013 kamen beim Einsturz der Rana-Plaza-Textilfabrik 1.134 Arbeiter ums Leben. Chércoles wurde von Primark angeheuert, um 14 Millionen Euro an die Opfer zu zahlen, das erste multinationale Unternehmen zu sein, das sich mit Entschädigungen befasst. Ende 2024 verließ er Primark, um die Leitung des Simon Institute zu übernehmen, einer Organisation, die unter anderem ein Projekt für Unternehmensverantwortung fördert, das von Associated British Foods, der Muttergesellschaft von Primark, initiiert wurde.

### Akademische Laufbahn
Javier Chércoles ließ sich freiwillig sechs Monate lang in der Abtei Santo Domingo de Silos einsperren, um seine Doktorarbeit auf Englisch zu schreiben. Seit Juni 2013 arbeitet er als Professor an der University of Dhaka, Bangladesh, am Institute of Disaster & Vulnerability Management Studies.
Er war außerdem Professor an den Universitäten Complutense, Rey Juan Carlos und ESADE sowie akademischer Dozent an der Harvard University, der Georgetown University (Vereinigte Staaten), der Universidad Andrés Bello (Caracas, Venezuela) und der Universidad Antonio Ruiz de Montoya (Lima, Peru).

## Veröffentlichungen
- Navigating the Spider’s Web. Building resilience after an industrial disaster in the ready-to-wear garment sector in Bangladesh (2012). Doktorarbeit, geleitet von Alfred Vernis i Domènech. Ramon-Llull-Universität.